# Joseph Delaunay
Pour les articles homonymes, voir Delaunay.
Joseph Delaunay, ou Delaunay aîné, né le 24 décembre 1752 à Angers, mort guillotiné le 15 germinal an II (5 avril 1794) à Paris, est un homme politique de la Révolution française.

## Biographie

### Mandat à la Législative
En septembre 1791, la France de vient une monarchie constitutionnelle en application de la constitution. Le même mois, Joseph Delaunay, alors commissaire du roi près le tribunal d'Angers, est élu député du département du Maine-et-Loire, le cinquième sur onze, à l'Assemblée nationale législative. 
Il siège à gauche dans l'hémicycle. En février 1792, il vote en faveur de la mise en accusation de Bertrand de Molleville, le ministre de la Marine. En avril, il vote pour que les soldats du régiment de Châteauvieux, qui s'étaient mutinés lors de l'affaire de Nancy, soient admis aux honneurs de la séance. En août enfin, il vote en faveur de la mise en accusation du marquis de La Fayette. 

### Mandat à la Convention
La monarchie prend fin à l'issue de la journée du 10 août 1792 : les bataillons de fédérés bretons et marseillais et les insurgés des faubourgs de Paris prennent le palais des Tuileries. Louis XVI est destitué et incarcéré avec sa famille à la tour du Temple.
En septembre, Delaunay est réélu député du département du Maine-et-Loire, le deuxième sur onze, à la Convention nationale. Il y est surnommé « Delaunay aîné » pour être différencié de son frère cadet Pierre-Marie Delaunay, lui aussi député du Maine-et-Loire. 
Il siège sur les bancs de la Montagne. Lors du procès de Louis XVI, il vote la mort et rejette l'appel au peuple et le sursis à l'exécution. En avril 1793, il est absent lors de la mise en accusation de Jean-Paul Marat. En mai de la même année, il vote contre le rétablissement de la Commission des Douze. 
Impliqué dans l'affaire de la liquidation la Compagnie des Indes, Joseph Delaunay est décrété d'arrestation, ainsi que Claude Basire, François Chabot et Jean Julien « de Toulouse » en brumaire an II (novembre 1793). Ils sont, à l'exception de Julien qui s'est soustrait au décret, exécutés le 16 germinal an II (5 avril 1794) aux côtés de Camille Desmoulins, Georges Danton, Marie-Jean Hérault de Séchelles et Pierre-Nicolas Philippeaux.

## Sources
- Histoire de la Révolution française de Jules Michelet.